# Zwój Shapiry

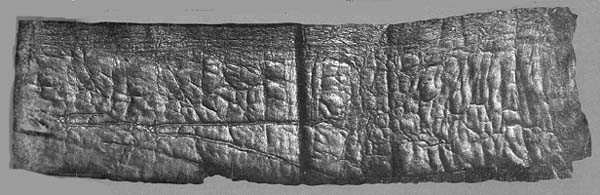
Litografia jednego z fragmentów zwoju Shapiry

Zwój Shapiry, Zwój Szapiry – rękopis zawierający biblijne teksty spisane w alfabecie paleohebrajskim. Jego istnienie ogłosił w 1883 roku handlarz antyków z Jerozolimy Mozes Szapira (Mojżesz Szapira, hebr.  מוזס שפירא, ang. Moses Szapira), od którego nazwiska pochodzi nazwa zwoju.
Zwój powstał na kawałkach owczej skóry i zawierał tekst Księgi Powtórzonego Prawa, jednak w odmiennej niż powszechnie znanej wersji, gdyż nie zawiera kodu prawa i znajdowała się tam dodatkowa linia z przykazaniem : „Nie będziesz nienawidził brata swego”

## Historia

### Odkrycie

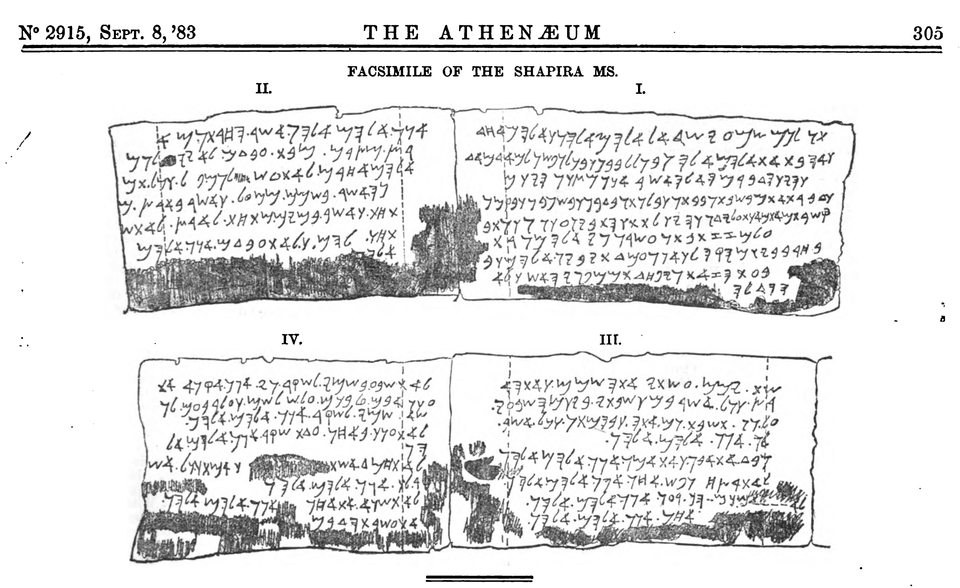
Faksymile zwoju Shapiry opublikowane przez Christiana Davida Ginsburga w The Athenaeum 8 września 1883 roku

Początki historii zwoju sięgają końca XIX wieku. 28 lipca 1883 roku do Londynu przybył Mozes Szapira i ogłosił, że jest w posiadaniu najstarszej odnalezionej Biblii, która pochodzić miała z VIII wieku p.n.e. i znacząco różnić od dotychczas znanej wersji. W rzeczywistości nie była to cała Biblia, a jedynie Księga Powtórzonego Prawa. Jego odkrycie wzbudziło ogromne zainteresowanie prasy oraz brytyjskiego rządu, który był gotów odkupić znalezisko. Wcześniej manuskrypt zbadali eksperci: Christian David Ginsburg i Charles Clermont-Ganneau, którzy oznajmili, iż jest to falsyfikat. Ich głównym argumentem było to, że skóra, na której był spisany tekst, nie mogłaby przetrwać tylu lat.
Szapira twierdził, że o zwoju po raz pierwszy usłyszał pięć lat przed jego ujawnieniem. W 1878 roku podczas pobytu w miejscowości Abu Dis, w domu szejka Mahmuda al Arakta miał okazję porozmawiać z kilkoma Beduinami. Jeden z nich powiedział mu, że kilkanaście lat wcześniej grupa osób z miejscowego plemienia szukając schronienia przed władzami osmańskimi ukryła się w jaskini nad rzeką Wadi al-Maudżib. Odnaleźli tam kilka starych dywanów, w których – jak sądzili – jest złoto. Jednak zamiast kosztowności dywany zawierały poczerniałe fragmenty skóry pokryte niezrozumiałym dla nich pismem. Porzucili więc znalezisko, jednak jeden z nich wrócił później do jaskini i zabrał manuskrypty, które sprzedał z zyskiem. Sceptyczny wobec tej historii Szapira chciał zobaczyć kilka z nich, by przekonać się, czy opowieść mężczyzny jest prawdziwa, jednak spotkał się z odmową. Według Beduinów tego typu rzeczy miały dawać błogosławieństwo okolicy, w której je odkryto, więc osoba, która przekazywała je Europejczykowi, skazywała się na wygnanie ze swojego ludu, gdyż pozbawiała swój kraj błogosławieństwa na rzecz innego. Szapira postanowił, że mimo wszystko spróbuje przekonać właściciela, by sprzedał mu rękopisy. Szejk Arakt zasugerował mu, by skorzystał z pomocy niejakiego Salima jako pośrednika. Nie wiadomo, jak przekonał on właściciela do wydania zwojów, ale Szapira odkupił wszystkie. Spotykał się z Salimem cztery razy, a podczas ostatniego spotkania usłyszał, że więcej zwojów nie ma. Niedługo potem dowiedział się, że szejk Arakt, który był jego jedynym łącznikiem z Salimem, zmarł. Nigdy więcej nie spotkał swojego pośrednika, a co za tym idzie, nie było już możliwości ustalenia, skąd dokładnie pochodziły rękopisy.
Antykwariusz badając teksty zauważył, że są napisane alfabetem paleohebrajskim i mogą być bezcenne. Jednak zanim postanowił zaproponować ich sprzedaż brytyjskim władzom, przetłumaczył tekst, a jego transkrypcję przekazał do oceny niemieckiemu teologowi Konstantinowi Schlottmannowi. Ten jednak zdecydowanie odrzucił odkrycie Szapiry i uznał je za mistyfikację. Schlottmann nie był jednak w swojej ocenie obiektywny, gdyż za autentyczne uważał jedynie Dziesięć Przykazań, a zwój Shapiry tę autentyczność podważał i zaprzeczał tradycyjnemu przekazowi biblijnemu.
Ta ocena podważyła pewność siebie Szapiry, który mimo wszystko postanowił go sprzedać brytyjskiemu rządowi. Gdy inni badający zwój eksperci także orzekli, że to mistyfikacja, antykwariusz popadł w depresję i 9 marca 1884 roku popełnił samobójstwo w hotelu Bloemendaal w Rotterdamie.

### Dalsze losy
Po jego śmierci zwój przejęło Muzeum Brytyjskie, które wystawiło go na sprzedaż w domu akcyjnym Sotheby’s. Nowym nabywcą został londyński handlarz książkami Bernard Quaritch. Dwa lata później, w 1887 roku, rękopis znów trafił na aukcję. Za 25 funtów kupił go angielski multimilioner Charles Nicholson. Jednakże w 1899 roku jego dom w Totteridge, gdzie przechowywał najcenniejsze zbiory, częściowo strawił pożar. Ponieważ manuskrypt zaginął, uznano, że został wówczas zniszczony.
W 2014 roku amerykański dziennikarz Chanan Tigay, zbierając materiały do książki o zwoju Shapiry, otrzymał wiadomość od niejakiego Matthew Hamiltona z Australii twierdzącego, że wie, co się stało z rękopisem. Okazało się, że poszukując informacji na jego temat natrafił w Internecie na numer Dziennika Konkologii z 1904 roku. Tam na jednej ze stron znajdował się nekrolog angielskiego lekarza, przyrodnika i kolekcjonera Philipa Brookesa Masona z informacją, że był on właścicielem zwoju Shapiry. Tigay zainteresował się sprawą i udał do miasta Burton upon Trent w Wielkiej Brytanii, by zbadać trop. Dowiedział się, że po śmierci Masona majątkiem rozporządzała jego żona, która sprzedała większość kolekcji do muzeów na całym świecie. Dziennikarz rozesłał więc wiadomości do instytucji, które kupowały zbiory, z pytaniem, czy wśród nich nie było bardzo starego rękopisu, jednak nie uzyskał pozytywnej odpowiedzi.

### Współczesne badania naukowe
Pomimo jednomyślnej oceny XIX-wiecznych uczonych, którzy uznali owe manuskrypty za fałszerstwo, niektórzy twierdzili, iż zwój był autentyczny, mimo jego zaginięcia. Menahem Mansoor twierdził w 1956 r., że ponowne zbadanie sprawy byłoby uzasadnione. Wniosek Mansoora został natychmiast zaatakowany przez Moshe H. Goshen-Gottsteina i Oskara K. Rabinowicza, ale J. L. Teicher i inni argumentowali, że zwój może być autentyczny. W 2017 roku Shlomo Guil, w 2021 roku Idan Dershowitz, a także Ross Nichols i inni badacze argumentowali, że paski były autentyczne.

## Tekst zwoju
| Transkrypcja druku blokowego Ginsburga | Tłumaczenie Ginsburga | Tekst paralerny P.Prawa |
| --- | --- | ----------------------- |
| אנך . אלהם . אלהך . אשר . החרתך . מארץ . מצרם . מבת . עבדם . לא יהיה . לכם . אלהם . אחרם . לא תעשה . לכם . פסל . וכל . תמנה . אשר . בשמם . ואשר . בארץ . מתחת . ואשר . במים . מתחת . לארץ . לא תשתחו . להם . ולא תעבדם . אנך . אלהם . אלהך . | Jam jest Bóg, Bóg twój, który cię wyswobodził z ziemi egipskiej, z domu niewoli. Nie będziesz miał innego Boga, nie będziesz czynił sobie żadnego obrazu rytego ani żadnej podobizny czegokolwiek, co jest na niebie w górze, co jest na ziemi pod ziemią lub co jest w wodach pod ziemią: Nie będziesz się im kłaniał ani im służył: Jam jest Bóg, Bóg twój. | Pwt 5:6-9               |
| שת . ימם . עשתי . את השמם . ואת הארץ . וכל . אשר . בם . ושבתי . .ביום . השבעי . על . כן . תשבת . גם . אתה .ובהמתך . וכל . אשר . לך . אנך . אלהם . אלהך .                                                                                     | W ciągu sześciu dni uczyniłem niebo i ziemię, i wszystko, co na nich jest, i odpocząłem dnia siódmego; więc i ty odpoczniesz, ty i twoje bydło i wszystko, co masz. | Pwt 5:13-14             |
| כבד. את אבך . ואת אמך (. למען . יארכן . ימך) . אנך . אלהם . אלהך . | Czcij ojca swego i matkę swoją (aby dni twoje były przedłużone). Ja jestem Bóg, twój Bóg. | Pwt 5:16                |
| לא תר[צח. את נ]פשי. אחך.[al] אנך . אלהם . אלהך. | Nie będziesz zabijał duszy brata twego. Ja jestem Bóg, twój Bóg. | Pwt 5:17-19             |
| לא תנאף . את אשת . רעך . אנך . אלהם . אלהך . | Nie będziesz cudzołożył z żoną bliźniego twego. Jam jest Bóg, Bóg twój. | Pwt 5:17-19             |
| לא תגנב . את הן . אחך . אנך . אלהם . אלהך . | Nie będziesz kradł mienia brata twego. Jam jest Bóg, Bóg twój. | Pwt 5:17-19             |
| לא תשבע . בשמי . לשקר . כי . אנך . אקנא[ap] . את עון . אבת[. על . בנם . על . שלשם . ועל .רבעם . לנשא[ . שמי . לשקר . אנך . אלהם . אלהך | Nie będziesz fałszywie przysięgał na moje imię, bo nawiedzę gniewem zapalczywym nieprawość ojca na synach do trzeciego i czwartego pokolenia tych, którzy fałszywie przysięgają na moje imię. Ja jestem Bóg, twój Bóg. | Pwt 5:11                |
| לא תענו . באחך . עדת. שקר . אנך .אלהם . אלהך . | Nie będziesz składał fałszywego świadectwa przeciw bratu swemu. Jam jest Bóg, Bóg twój |                         |
| לא. תחמד . אשת .... עבדו . ואמתו . וכל . אשר . לו[ . אנך . אלהם . אלהך. | Nie będziesz pożądał żony brata twego, ani jego sługi, ani jego służebnicy, ani niczego, co do niego należy. Ja jestem Bóg, twój Bóg. | Pwt 5:18                |
| לא תשנא . את אחך . בל[בבך] . אנך .אלהם . אלהך. את עשרת הדברם האלה דבר אלהם ... | Nie będziesz nienawidził brata swego w sercu swoim. Jam jest Bóg, Bóg twój. Te dziesięć słów (lub przykazań) Bóg wypowiedział. |                         |
| ברך האיש אשר יאהב אלהם אלהנו ולו לבדו ישתחו ואתו לבדו יעבר וענו כל הע[ם] ואמרו אמן. ברך הא[יש אשר יקדש את י]ום השבעי וישבת בו ויענו כל העם ואמרו אמן                                                                                         | Błogosławiony człowiek, który miłuje Boga, twojego Boga, i tylko Jemu się kłania i tylko Jemu służy. A cały lud odpowie i powie: Amen. Błogosławiony mąż, który poświęca dzień siódmy i odpoczywa w nim. A cały lud odpowie i powie: Amen. |                         |
| ברך האיש מכבד אבו ואמו וענו כל העם ואמרו אמן ברך [ה]איש אשר לא יקם ולא יטר את נפש אחו וענו אמן . ברך האיש אשר לא יטמא את אשת רעהו וענו כל העם ואמרו אמן                                                                                      | Błogosławiony mąż, który czci ojca swego i matkę swoją. A cały lud odpowie i powie: Amen. Błogosławiony człowiek, który nie mści się ani nie żywi urazy przeciw duszy swego brata. A cały lud odpowie i powie: Amen. Błogosławiony mąż, który nie kala żony bliźniego swego. A cały lud odpowie i powie: Amen.                                                |                         |
| ברך האיש אשר לא [ינ]ה את רעהו וענו [כל העם ואמרו אמן . ב]רך האיש אשר לא ישבע ב [ש]מי לשקר וענו כל העם ואמרו אמן ברך האיש אשר לא יכחש ול[א י]שקר ברעהו וענו כל העם ואמרו אמן .                                                                | Błogosławiony człowiek, który nie uciska bliźniego swego. A cały lud odpowie i powie: Amen. Błogosławiony człowiek, który nie przysięga fałszywie na moje imię. A cały lud odpowie i powie: Amen. Błogosławiony człowiek, który nie postępuje fałszywie i nie kłamie przeciw bliźniemu swemu. A cały lud odpowie i powie: Amen.                               |                         |
| ברך [האיש] אשר לא נשא עינו אל ח[ר]כש רעהו וענו כל העם ואמרו אמן . ברך האיש אשר יאהב את רעהו [וענו] כל העם ואמרו אמן ברך האיש אשר יקם את כל דברי התרה ה[זאת ל]עשת [א]תם וענו כל העם אמן                                                       | Błogosławiony człowiek, który nie zważa na dobra bliźniego swego. A wszyscy ludzie odpowiedzą i powiedzą: Amen. Błogosławiony człowiek, który miłuje bliźniego swego. A cały lud odpowie i powie: Amen. Błogosławiony człowiek, który potwierdza wszystkie słowa tego Prawa, aby je czynić. A cały lud odpowie i powie: Amen.                                 |                         |